# 182-я штурмовая авиационная дивизия
182-я штурмовая авиационная Тильзитская орденов Суворова и Кутузова дивизия (182-я шад) — соединение Военно-воздушных сил (ВВС) Вооружённых сил РККА штурмовой авиации, принимавшее участие в боевых действиях Великой Отечественной войны.

## Наименования дивизии
- 182-я штурмовая авиационная дивизия
- 182-я штурмовая авиационная Тильзитская дивизия
- 182-я штурмовая авиационная Тильзитская ордена Суворова дивизия
- 182-я штурмовая авиационная Тильзитская орденов Суворова и Кутузова дивизия
- Полевая почта 27876

## Создание дивизии
182-я штурмовая авиационная дивизия сформирована приказом НКО СССР 8 июля 1944 года в ВВС Московского военного округа в Переславль-Залесском районе, Ярославской области.

## Расформирование дивизии
182-я штурмовая авиационная Тильзитская орденов Суворова и Кутузова II степени дивизия 31 декабря 1946 года была расформирована в составе 3-й воздушной армии Ленинградского военного округа на аэродроме Инстербург (ныне — аэродром Черняховск (Черняховск) в Калининградской области).

## В действующей армии
В составе действующей армии:
- с 1 октября 1944 года по 9 мая 1945 года.

## Командир дивизии
- Герой Советского Союза генерал-майор авиации Шевченко Владимир Илларионович[3], период нахождения в должности: с 8 июля 1944 года до окончания войны.

## В составе объединений
| Дата            | Фронт (округ)               | Армия                           | Примечания |
| --------------- | --------------------------- | ------------------------------- | ---------- |
| 08.07.1944 года | Московский военный округ    | ВВС Московского военного округа | -          |
| 11.10.1944 года | 3-й Белорусский фронт       | 1-я воздушная армия             | -          |
| 09.05.1945 года | 3-й Белорусский фронт       | 1-я воздушная армия             | -          |
| 15.08.1945 года | Ленинградский военный округ | 3-я воздушная армия             | -          |
| 31.12.1945 года | Ленинградский военный округ | 3-я воздушная армия             | -          |

## Части и отдельные подразделения дивизии
За весь период своего существования боевой состав дивизии не претерпевал изменения:
| Период                  | Наименование                     | Вооружение |
| ----------------------- | -------------------------------- | ---------- |
| 08.07.1944 — 31.12.1945 | 64-й штурмовой авиационный полк  | Ил-2       |
| 08.07.1944 — 31.12.1945 | 397-й штурмовой авиационный полк | Ил-2       |
| 08.07.1944 — 31.12.1945 | 539-й штурмовой авиационный полк | Ил-2       |

## Участие в операциях и битвах
- Мемельская операция — с 11 октября 1944 года по 22 октября 1944 года.
- Восточно-Прусская операция — с 13 января 1945 года по 25 апреля 1945 года.
- Инстербургско-Кенигсбергская операция — с 13 января 1945 года по 27 января 1945 года.
- Кенигсбергская операция — с 6 апреля 1945 года по 9 апреля 1945 года.
- Земландская операция — с 13 апреля 1945 года по 25 апреля 1945 года.

## Почётные наименования
- 182-й штурмовой авиационной дивизии присвоено почётное наименование «Тильзитская»[4]
- 64-му штурмовому авиационному полку 17 мая 1945 года присвоено почётное наименование «Кёнигсбергский»[5]
- 397-му штурмовому авиационному полку 17 мая 1945 года присвоено почётное наименование «Кёнигсбергский»[5]

## Награды
- 182-я «Тильзитская» штурмовая авиационная дивизия Указом Президиума Верховного Совета СССР награждена орденом «Суворова II степени».
- 182-я «Тильзитская» штурмовая авиационная дивизия Указом Президиума Верховного Совета СССР награждена орденом «Кутузова II степени».
- 64-й «Кёнигсбергский» штурмовой авиационный полк Указом Президиума Верховного Совета СССР от 17 мая 1945 года награждён орденом «Кутузова III степени».
- 397-й «Кёнигсбергский» штурмовой авиационный полк Указом Президиума Верховного Совета СССР от 17 мая 1945 года награждён орденом «Кутузова III степени».
- 539-й штурмовой авиационный полк Указом Президиума Верховного Совета СССР от 17 мая 1945 года награждён орденом «Кутузова III степени».

## Благодарности Верховного Главнокомандующего
Верховным Главнокомандующим дивизии объявлены благодарности:
- за прорыв обороны немцев и вторжение в пределы Восточной Пруссии[6]
- за прорыв обороны немцев в Восточной Пруссии[7]
- за овладение городами Тильзит, Гросс-Скайсгиррен, Ауловенен, Жиллен и Каукемен[4]
- за овладение городом Инстербург[8]
- за овладение городом Прейс-Эйлау[9]
- за овладение городом Браунсберг[10]
- за овладение городом Хайлигенбайль[11]
- за разгром группы немецких войск юго-западнее Кенигсберга[12]
- за овладение городом и крепостью Кенигсберг[13]
- за овладение городом и крепостью Пиллау[14]

## Отличившиеся воины дивизии
- Киласония Герман Владимирович, майор, штурман 64-го штурмового авиационного полка 182-й штурмовой авиационной дивизии 1-й воздушной армии Указом Президиума Верховного Совета СССР от 29 июня 1945 года удостоен звания Герой Советского Союза. Золотая Звезда № 7612.
- Сомов Сергей Алексеевич, полковник запаса, командир эскадрильи 64-го штурмового авиационного полка 182-й штурмовой авиационной дивизии Указом Президента Российской Федерации от 17 марта 1996 года удостоен звания Герой Российской Федерации. Медаль № 263.

## Базирование
| Период               | Место базирования                      |
| -------------------- | -------------------------------------- |
| 05.1945 — 01.07.1945 | Орнета, Германия (ныне Орнета, Польша) |
| 01.07.1945 — 01.1946 | Инстербург (Черняховск)                |